# 燕鼎九
燕鼎九（1894年—1941年），原名壽琪，號定九，河南新蔡人。
燕鼎九是黃埔軍校第4期畢業。1927年8月任陸軍官校第5期副區隊長。抗日戰爭全面爆發後，任第1戰區游擊挺進軍22縱隊副司令兼河南省第8軍分區保安副司令。1941年1月，日軍第11軍司令官園部和一郎糾集6個師團、一個旅團發動豫南戰役，圖殲擊湯恩伯第31集團軍。日軍沿鄂豫邊境沿平漢線分三路北犯，燕奉命率部抗擊，於河南汝南城郊與日軍展開激烈戰斗，率突擊隊百余人，襲擊日軍側翼，擊斃日軍多名。後因敵眾我寡被俘。日軍急于獲取中國軍隊的行動計劃，用麻繩將燕鼎九捆住，濫施酷刑，連番逼問。燕鼎九始終不透露消息。日軍惱羞成怒，用刺刀連刺其喉。燕鼎九犧牲後，被追晉為陸軍少將。